# Taihō Kōki
Det här är en artikel om en person med japanskt personnamn; Taihō är familjenamnet.
Taihō Kōki, född som Kōki Naya 29 maj 1940 i södra Sachalin, död 19 januari 2013 i Tokyo, var den 48:e yokozuna i sumobrottning. 
Taihō Kōki blev yokozuna 1961 vid 21 års ålder, den yngste någonsin vid detta tillfälle, och han vann 32 turneringar mellan 1960 och 1971. Hans dominans var sådan att han vann sex turneringar i rad vid två olika tillfällen. Han är ensam om att vinna åtminstone ett mästerskap varje år under sin karriär.
Efter sin pensionering var han förbundskapten för Taiho stabil.